# Bathyalozoon foresti
Bathyalozoon foresti är en mossdjursart. Bathyalozoon foresti ingår i släktet Bathyalozoon och familjen Bathyalozoontidae. Inga underarter finns listade i Catalogue of Life.